# Culture de Sopot
La culture de Sopot est une culture néolithique et archéologique de Slavonie orientale dans la Croatie actuelle. Elle prend la suite de la culture de Starčevo et est fortement influencée par la culture Vinča (Samatovci, Sopot, Otok, Privlaka, Vinkovci-Ervenica, Osijek, Bapska, Županja et Klokočevik). Elle s'est propagée dans le nord de la Bosnie depuis sa zone d'origine à l'ouest jusqu'au nord-ouest de la Croatie et au nord vers la Hongrie, où elle a aidé la Culture de Lengyel à débuter. Cette culture date d'environ 5000 ans avant J.C.. Les colonies ont été élevées sur les berges de la rivière de Bosut, autour de la zone de la ville moderne de Vinkovci.

## Principaux sites

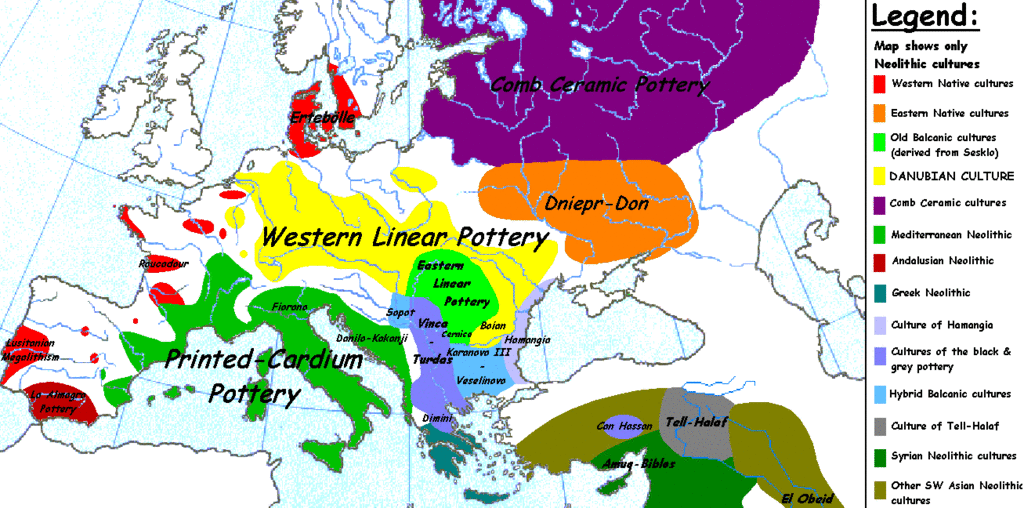
Zones de cultures néolithiques en Europe

Le site de Beli Manastir - Popova zemlja constitue le plus grand site d'habitation de la culture de Sopot à avoir été fouillé en Croatie à ce jour (2021). Près de la moitié des personnes étudiées avaient moins de 16 ans, ce qui suggère une mortalité élevée chez les subadultes. Les deux tiers d'entre eux étaient des femmes, tandis que les hommes et les femmes étaient représentés à parts égales parmi les adultes. La plupart des individus ont été inhumés avec des rites funéraires néolithiques en position contractée le long des murs de grandes maisons à fosse ou dans d'autres fosses à l'intérieur du site d'habitation, parfois avec des objets funéraires en céramique placés près de leur tête et d'autres articles ménagers. Trois des personnes échantillonnées étaient accompagnées d'un nombre et d'une variété relativement importants d'objets funéraires composés d'articles de tous les jours liés aux activités ménagères et économiques. Quatre autres individus échantillonnés ont été déposés pour la plupart dans une position allongée sur le ventre ou sur le dos dans un canal longeant le bord est du site avec peu de mobilier funéraire.

## Mode de vie
La population de la culture de Sopot vivait dans des établissements situés dans les basses terres, souvent dans des zones marécageuses, mais toujours à proximité immédiate d'une rivière ou d'un ruisseau. Ces agglomérations étaient entourées de fossés ou de palissades.
Les maisons étaient carrées et faites de bois en utilisant la technique entrelacée, parfois séparées en plusieurs pièces. Les artefacts comprennent de nombreuses armes en os, silex, obsidienne et roches volcaniques repassées et quelques poteries en céramique de différentes tailles (pots biconiques à deux anses, bols coniques, pots et pots en forme de "S") décorés de ciselures ou de coups de feu et de peinture.
En matière de mobilier funéraire, l'expression des distinctions interpersonnelles sur le site de Popova zemlja est limitée, la majorité des sépultures contenant peu d'objets tels que des vases ou des fragments de céramique. Cependant, un petit nombre d'individus de différentes catégories d'âge et de sexe possèdent d'abondants objets funéraires associés à l'activité quotidienne qui semblent signaler une différenciation sociale limitée basée sur le statut social et économique.

## Génétique
Les haplogroupes connus des hommes néolithiques sont au nombre de 5 : I2, I2a1, E1b1b1a, C, et J2a1b.
La communauté de Popova Zemlja présente une continuité génétique par rapport aux prédécesseurs du Néolithique ancien de Starčevo et affiche de faibles niveaux d'ascendance liée aux populations de chasseurs cueilleurs de l'Ouest européen (WHG) du mésolithique. La grande diversité haplotypique et peu ou pas de signes de consanguinité chez de nombreux individus non apparentés sont cohérents avec le fait que cette communauté faisait partie d'une population importante, stable et exogame, soutenant les preuves archéologiques d'une forte densité de population dans cette région.